# 阿拉哈克河

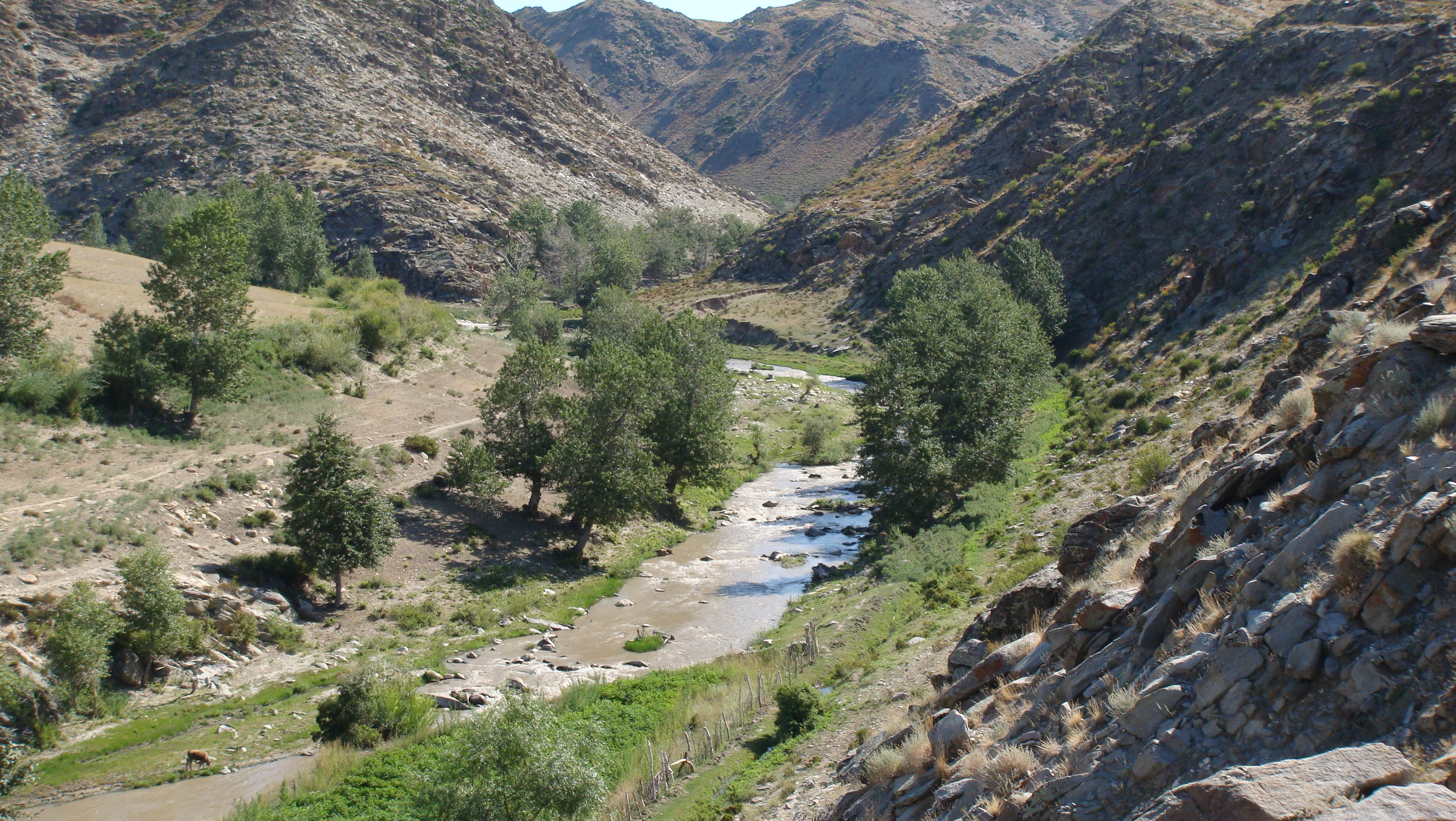
上游塔尔浪河段

阿拉哈克河 ，位于中华人民共和国新疆维吾尔自治区阿勒泰市境内的一条河流，是克兰河右岸支流。上游称塔尔浪河，发源于库尔特林场东北约5千米处，阿尔泰山南坡中山带，自东北向西南流17千米，右纳交尔喀拉苏河后转南流，下行7千米后右纳马依帕萨尔乔克河后转东南流，注入齐背岭水库，出库后向南经塔尔浪盆地和前山峡谷，于阿拉哈克镇河流分为两支分别引入阿拉哈克镇和一八一团三营灌区，余水一部分转化为地下水补给阿拉哈克湖，一部分沿河道进入科克苏湿地，于拉斯特乡阔克苏村东南汇入克兰河。河流全长88.6千米，流域面积1455平方千米。